# Irena Jegliczka
Irena Anna Jegliczka (ur. 10 sierpnia 1934 w Suwałkach) – polska pedagog, nauczycielka historii, działaczka opozycji antykomunistycznej.

## Życiorys
W 1958 ukończyła studia na Wydziale Filozoficzno-Historycznym Uniwersytetu im. Adama Mickiewicza w Poznaniu i od tego roku do 1975 nauczała historii w Szkole Podstawowej nr 59 w Poznaniu. Od 1975 do 1989 pracowała w II Liceum Ogólnokształcącym im. Heleny Modrzejewskiej w Poznaniu, a pracę tę kontynuowała w tej szkole, jak również w XXV LO w Poznaniu, także po przejściu na emeryturę w 1989 (do 2001).
Od 1958 do 1980 była członkiem Związku Nauczycielstwa Polskiego. W latach 1976–1977 kolportowała nieregularnie książki i czasopisma podziemne, takie jak korowski Robotnik i paryska Kultura. We wrześniu 1980 zapisała się do NSZZ Solidarność (była m.in. założycielką i przewodniczącą Komisji Zakładowej w poznańskim II LO). W marcu 1981 przygotowywała strajk w związku z prowokacją bydgoską. W lipcu tego samego roku była delegatem na I Zjazd Delegatów Solidarności Regionu Wielkopolska.
Po wprowadzeniu przez komunistów stanu wojennego kolportowała bezdebitowe wydawnictwa, w tym ulotki, kasety wideo, książki i pisma uczniowskie, w tym Echa Dwójki, Obserwator Wielkopolski, Tygodnik Mazowsze i Głos SKOS-ów. Była wówczas inicjatorką pomocy finansowej, prawnej, jak również medycznej dla osób represjonowanych przez reżim komunistyczny. W styczniu 1982 wspierała uczniów II LO w Poznaniu, którzy bojkotowali studniówkę. Poręczała również za osoby aresztowane. Od 1984 była członkiem tajnej Komisji Oświaty poznańskiej Solidarności. Uczestniczyła w pracach Duszpasterstwa Nauczycieli. W latach 1984–1986 była rozpracowywana przez Wydział III-1 Wojewódzkiego Urzędu Spraw Wewnętrznych w Poznaniu. 23 czerwca 1986 była zatrzymana na 48 godzin – postawiono jej wówczas zarzut przetrzymywania w mieszkaniu nielegalnych wydawnictw. Była potem objęta nadzorem milicyjnym. W wyniku amnestii nie doszło do jej procesu w 1986. 1 września 1986 została zawieszona w pracy pedagogicznej, ale już w marcu 1987 została przywrócona po złożeniu odwołania do Komisji Dyscyplinarnej przy Ministerstwie Oświaty. Od stycznia 1990 była współpracownikiem Klubu Inteligencji Katolickiej i Wspólnoty Polskiej, w ramach których wygłaszała prelekcje.

## Odznaczenia
- Medal Komisji Edukacji Narodowej (1997),
- Krzyż Kawalerski Orderu Odrodzenia Polski (2000),
- Odznaka „Zasłużony Działacz Kultury” (2001)[1].